# Brijesh Lawrence
Brijesh Sharmari Lawrence, detto BJ (Basseterre, 27 dicembre 1989), è un velocista nevisiano.

## Palmarès
| Anno | Manifestazione          | Sede           | Evento      | Risultato        | Prestazione | Note |
| ---- | ----------------------- | -------------- | ----------- | ---------------- | ----------- | ---- |
| 2010 | Giochi CAC              | Mayagüez       | 100 m piani | Batteria         | 10"51       |      |
| 2010 | Giochi CAC              | Mayagüez       | 200 m piani | Batteria         | 21"53       |      |
| 2010 | Giochi CAC              | Mayagüez       | 4×100 m     | 7º               | 39"43       |      |
| 2010 | Giochi del Commonwealth | Delhi          | 100 m piani | Quarti di finale | 10"62       |      |
| 2011 | Campionati CAC          | Mayagüez       | 100 m piani | Batteria         | 10"61       |      |
| 2011 | Campionati CAC          | Mayagüez       | 200 m piani | 4º               | 21"03       |      |
| 2011 | Campionati CAC          | Mayagüez       | 4×100 m     | Bronzo           | 39"07       |      |
| 2011 | Mondiali                | Taegu          | 200 m piani | Batteria         | 21"16       |      |
| 2011 | Mondiali                | Taegu          | 4×100 m     | Bronzo           | 38"49       |      |
| 2011 | Giochi panamericani     | Guadalajara    | 200 m piani | Semifinale       | 28"82       |      |
| 2011 | Giochi panamericani     | Guadalajara    | 4×100 m     | Argento          | 38"81       |      |
| 2012 | Mondiali indoor         | Istanbul       | 60 m piani  | Semifinale       | 6"80        |      |
| 2012 | Giochi olimpici         | Londra         | 4×100 m     | Batteria         | 38"41       |      |
| 2013 | Campionati CAC          | Morelia        | 100 m piani | Batteria         | 10"43       |      |
| 2014 | Mondiali indoor         | Sopot          | 60 m piani  | Semifinale       | 6"68        |      |
| 2014 | World Relays            | Nassau         | 4×100 m     | 12º              | 39"07       |      |
| 2014 | World Relays            | Nassau         | 4×200 m     | Argento          | 1'20"51     |      |
| 2014 | Giochi del Commonwealth | Glasgow        | 100 m piani | Semifinale       | 10"49       |      |
| 2014 | Giochi del Commonwealth | Glasgow        | 200 m piani | Batteria         | 21"21       |      |
| 2014 | Giochi del Commonwealth | Glasgow        | 4×100 m     | Batteria         | dnf         |      |
| 2014 | Giochi CAC              | Xalapa         | 4x100 m     | 4º               | 39"35       |      |
| 2015 | World Relays            | Nassau         | 4×100 m     | 6º               | 38"85       |      |
| 2015 | World Relays            | Nassau         | 4×200 m     | 6º               | 1'22"92     |      |
| 2015 | Giochi panamericani     | Toronto        | 100 m piani | Batteria         | 10"31       |      |
| 2015 | Giochi panamericani     | Toronto        | 4x100 m     | Batteria         | 39"10       |      |
| 2015 | Campionati NACAC        | San José       | 200 m piani | 7º               | 21"03       |      |
| 2015 | Campionati NACAC        | San José       | 4x100 m     | 6º               | 39"20       |      |
| 2015 | Mondiali                | Pechino        | 100 m piani | Batteria         | 10"40       |      |
| 2016 | Giochi olimpici         | Rio de Janeiro | 100 m piani | Batteria         | 10"55       |      |
| 2016 | Giochi olimpici         | Rio de Janeiro | 4×100 m     | Batteria         | 39"81       |      |
| 2017 | World Relays            | Nassau         | 4×100 m     | 16º              | 41"07       |      |
| 2017 | World Relays            | Nassau         | 4×200 m     | Batteria         | 1'24"89     |      |